# 退行速度
退行速度是天文學上描述天體遠離而去的速度，通常是將地球當成靜止不動的。

## 運用於宇宙學
這個項目通常只用來表示遙遠星系的距離，最主要的原因是這個項目來自於哈伯定律，這表示退行速度是慣性觀測者和遙遠星系距離的比例。  以方程式表示：
{\displaystyle v=H_{0}D}
此處 {\displaystyle H_{0}}是哈伯常數，{\displaystyle D} 是被觀測天體的距離，而{\displaystyle v} 就是 退行速度，通常單位是公里/秒。
退行速度通常是經由測量被觀測到的星系發射的電磁輻射紅移得到的，因此星系的距離是用哈伯定律估計的值。